# Синдром злочестог света
Синдром средњег света је хипотетичка когнитивна пристрасност у којој људи могу да виде да је свет опаснији него што заправо јесте, због дуготрајне умерене до тешке изложености садржају у вези са насиљем у масовним медијима. 
Заговорници синдрома – који је открио професор комуникација Џорџ Гербнер 1970-их – тврде да гледаоци који су изложени садржају у вези са насиљем могу искусити повећан страх, анксиозност, песимизам и појачано стање приправности као одговор на уочене претње.   То је зато што медији (наиме телевизија) које конзумирају гледаоци имају моћ да директно утичу и информишу њихове ставове, уверења и мишљења о свету.

## Историја
Термин синдром злочестог света открио је касних 1960-их амерички професор комуникација Џорџ Гербнер који је живот посветио истраживању ефекта телевизије на људе.

### Културни индикатори Пројекат и теорија култивације
Године 1968. Гербнер је основао Пројекат културних индикатора ( ЦИП ), који је био пионирска анализа утицаја телевизије на ставове људи и перцепцију света.  Пројекат је садржао базу података од више од 3.000 телевизијских програма и 35.000 карактера, овај пројекат је документовао трендове у телевизијским садржајима и како ове промене утичу на перцепцију света гледалаца.  
ЦИП би се нарочито користио за анализу Гербнерове теорије култивације, која сугерише да изложеност медијима током времена „култивише“ перцепцију гледалаца о стварности кроз слике и идеолошке поруке које се гледају у ударном термину или популарној телевизији. Теорија култивације тврди да „што више времена људи проводе 'живећи' у телевизијском свету, већа је вероватноћа да ће веровати да је друштвена стварност усклађена са стварношћу приказаном на телевизији”.  Године 1968. Гербнер је спровео истраживање како би потврдио теорију култивације и своју хипотезу да гледање опсежног ТВ програма утиче на ставове и уверења појединца према свету. Категоризирајући испитанике анкете у три групе—„мање гледаоци“ (мање од 2 сата дневно), „средњи гледаоци“ (2–4 сата дневно) и „тешки гледаоци“ (више од 4 сата дневно)—Гербнер је открио да ова друга група је имала веровања и мишљења слична онима приказаним на телевизији, а не она заснована на стварним околностима, демонстрирајући сложени ефекат утицаја медија.  Ови „тешки гледаоци“ су много више искусили стидљивост, усамљеност и депресију од оних који нису гледали телевизију или који нису гледали телевизију ни приближно толико. 

#### Резултати истраживања
Резултати Пројекта културних индикатора потврдили су многе Гербнерове хипотезе. Гербнер је открио директну корелацију између количине телевизије коју неко гледа и количине страха коју човек обично има од тога да буде жртвован у свакодневном животу.  То јест, људи који су гледали телевизију умереног до високог нивоа доживљавали су свет као место које је више застрашујуће и неопростиво од гледалаца који су мање гледали телевизију.  Штавише, гледаоци који су конзумирали телевизију по већој стопи такође су веровали да је потребна већа заштита од стране органа за спровођење закона и изнели су да се већини људи „не може веровати“ и да „само брину о себи“. 
Наше студије су показале да одрастање од детињства уз ову невиђену насилну исхрану има три последице, које, у комбинацији, ја називам 'синдромом зла света'. То значи да ако одрастате у кући у којој има више од рецимо три сата телевизије дневно, за све практичне сврхе живите у лошијем свету - и понашате се у складу с тим - од вашег суседа који живи у исти свет, али мање гледа телевизију. Програм јача најгоре страхове и стрепње и параноју људи.
Године 1981. Гербнер је узео своја открића и сведочио пред подкомитетом Конгреса о штети за коју је веровао да насилни медији наносе Американцима, посебно деци. „Уплашени људи су зависнији, лакше се њима манипулише и контролише, подложнији су варљиво једноставним, снажним, оштрим мерама и тврдокорним мерама“, објаснио је он.  Од тада, стотине студија и безбројна конгресна саслушања бавила су се питањем медијског насиља и увек се извлачи исти закључак – телевизија може да пропагира насилно понашање и искриви перцепцију људи о насиљу и злочину. 

## Каснија истраживања
Од 1970-их, бројне студије су потврдиле Гербнерове налазе да умерено до интензивно гледање садржаја у вези са насиљем на ТВ-у повећава депресију, страх, анксиозност, бес, песимизам, посттрауматски стрес и употребу супстанци.    
Америчка академија за педијатрију је 2009. објавила изјаву о политици насиља у медијима у којој је закључено да „опсежни истраживачки докази указују на то да медијско насиље може допринети агресивном понашању, смањењу осетљивости на насиље, ноћним морама и страху од повреде“. 
Студија коју су 2018. спровели истраживачи са Универзитета Оклахома показала је да постоје „добри докази који успостављају везу између гледања телевизије у катастрофама и различитих психолошких исхода“. 

### Еволуција масовних медија
Иако је фокус Гербнеровог истраживања био гледање телевизије, теорија култивације је потврђена у студијама које истражују различите облике медија, као што су новине, филм, па чак и фотографије, у суштини у било ком контексту друштвено посматрање се дешава у било ком облику изван нечијег природног окружења. 
Гербнерово истраживање се фокусирало на ТВ, пошто су друштвени медији тек цветали 2006. када је умро. Међутим, све више истраживача проширује своје процене масовних медија, посматрајући ефекте друштвених медија као и телевизије. Истраживања настављају да истражују ефекте садржаја у вези са насиљем на велике ТВ потрошаче, али су се такође проширила на истраживање улоге коју друштвени медији играју у конзумирању садржаја у вези са насиљем.
Све чешће се постављају слична питања о утицају друштвених медија на наше емоције и перцепцију света. Иако је превише ново да би се извлачили коначни закључци, све већи број литературе сугерише да друштвени медији могу имати сличне психолошке ефекте као и телевизија пружајући даљу подршку Гербнеровој теорији.  Џин Ким, психијатар из америчког Стејт департмента, рекао је да друштвени медији „нису толико висцерални као када видите догађај на телевизији… али ако сте превише ухваћени у ратовима тролова или контроверзама на мрежи, можда ћете добити искривљен поглед и бити склон директном утицају“. 

## Документарни филм Синдром злочестог света
Фондација за медијско образовање је 2010. године снимила документарни филм под називом Синдром злочестог света: медијско насиље и гајење страха који сумира рад Гербнера и других о ефектима насилних медија на мишљења, ставове и уверења људи.   У документарцу се појављује и сам Гербнер који говори о свом истраживању насиља у медијима и ефектима које је оно имало на америчку јавност од додавања звука на телевизију 1930-их. Филм приповеда Мајкл Морган који је блиско сарађивао са Гербнером на његовом истраживању о теорији култивације и синдрому средњег света.